# Austro-Daimler

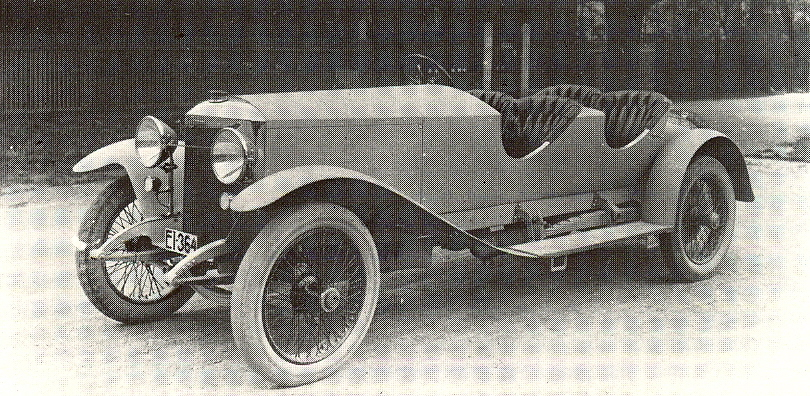
Austro-Daimler AD 6-17 1923

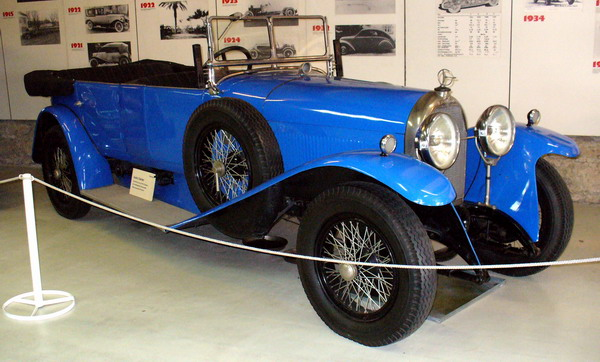
1923 Austro-Daimler

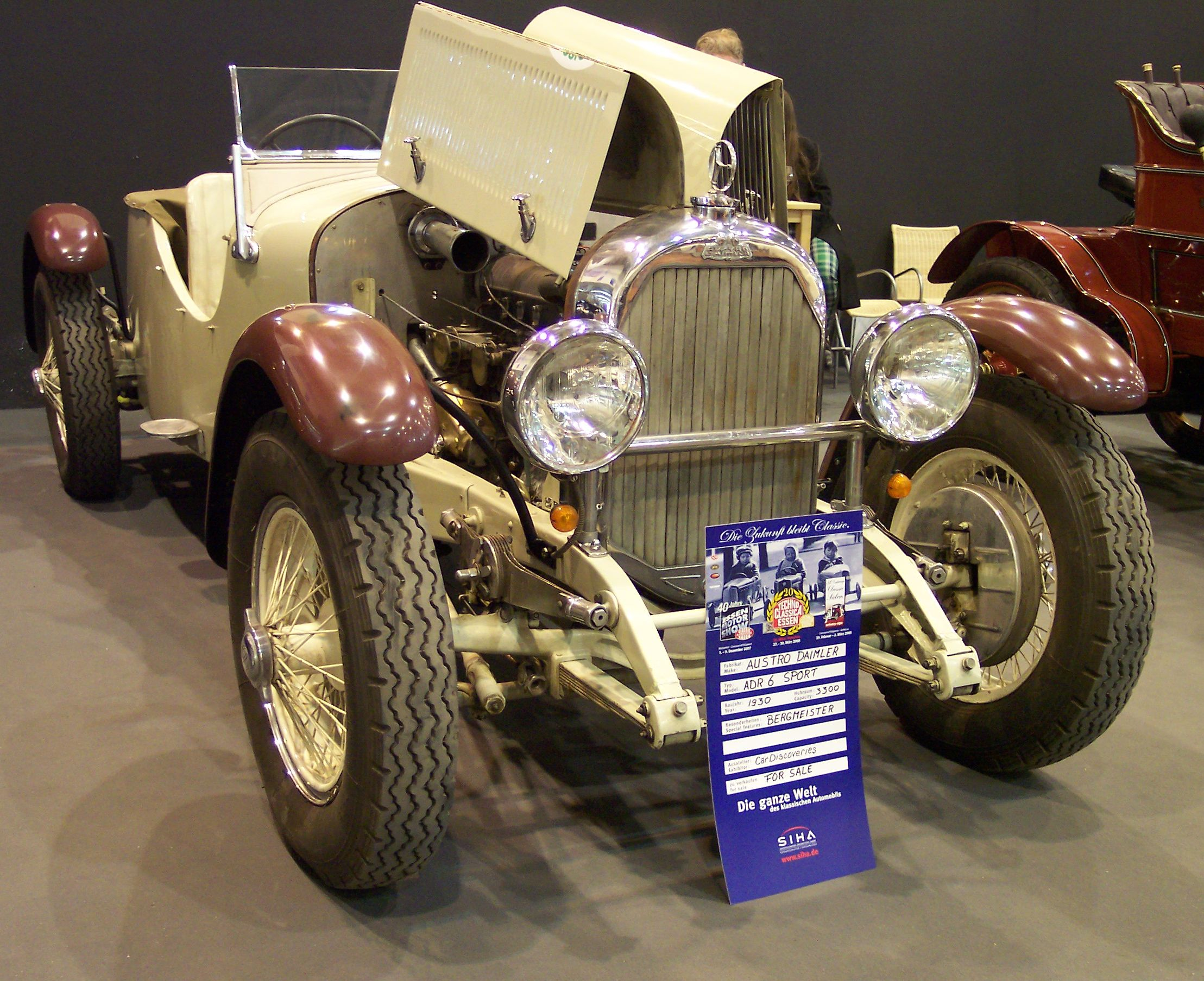
Austro-Daimler ADR 6 Sport 1930

Austro-Daimler, tidigare österrikisk biltillverkare, grundad som dotterbolag till tyska Daimler-Benz.

## Historia
Austro-Daimler grundades 1899 som dotterbolag till det av Gottlieb Daimler grundade tyska Daimler-Motoren-Gesellschaft. 1900 lämnade den första bilen fabriken som byggdes ut med tillverkning av bussar, lastbilar och fartygsmotorer. 1909 splittrades tyska och österrikiska Daimler. 1912 sålde tyska Daimler sina aktier i Austro-Daimler. 1923 bildade man en strategisk allians med Puch-Werke AG (sammanslagning 1928). 1930 fusionerades bolaget med Steyr-Werke AG till Steyr-Daimler-Puch.
Vid Austro-Daimler verkade Ferdinand Porsche som fabrikschef från 1916.